# 仁寿河 (刁江)
仁寿河，位于中国广西壮族自治区北部，是刁江左岸支流，发源于宜州市北牙瑶族乡六下村，西北流至板照（板兆，原属拉利乡）折向西南，进入都安瑶族自治县，于都安县拉仁乡仁寿村西南注入刁江。河长42千米，平均比降3.78‰，流域面积518平方千米。